# エスパルスドリームフィールド

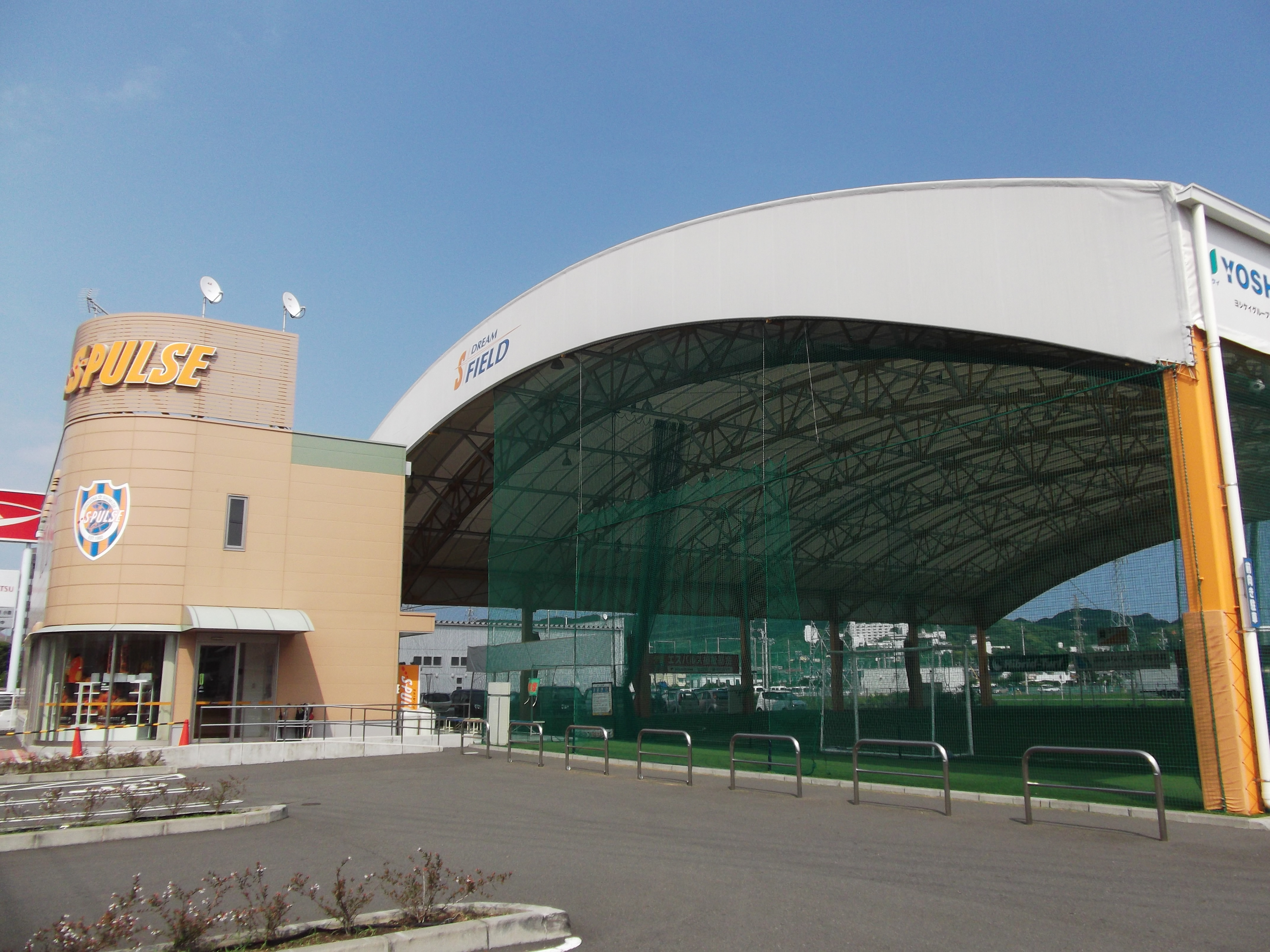
エスパルスドリームフィールド静岡

エスパルスドリームフィールドは、清水エスパルスが所有・運営するフットサル施設。静岡県内に5箇所にあり、すべて全天候型の施設で、クラブハウスなどを完備した施設である。エスパルスサッカースクールやJリーグアカデミー育成センターとしても利用される。
- エスパルスドリームフィールド清水 静岡市清水区袖師町・2004年1月竣工
- エスパルスドリームフィールド駿東 駿東郡清水町・2006年11月竣工
- エスパルスドリームフィールド藤枝 藤枝市青葉町・2007年3月竣工
- エスパルスドリームフィールド富士 富士市久沢・2009年3月竣工
- エスパルスドリームフィールド静岡 静岡市駿河区恩田原・2011年8月竣工